# 姫島 (大分県)
姫島（ひめしま）は、大分県北東部の国東半島沖に浮かぶ島。島全体が国東半島よりも北に位置しており大分県の最北部となっている。一島一村であり、全島で東国東郡姫島村を形成する。2022年1月1日時点で人口1,725人。

## 歴史
『古事記』の国産み神話でイザナギとイザナミが12番目に産んだ島とされる女島（ひめじま）とされる（「天一根」の名もある）。『日本書紀』では意富加羅国の王子の都怒我阿羅斯等が白い石から生まれた姫と結婚しようとしたが、姫はこの島に逃れて比売語曽の神となったとされ島名の由来になっている。
1950年（昭和25年）に全域が瀬戸内海国立公園に指定されている。

## 地理

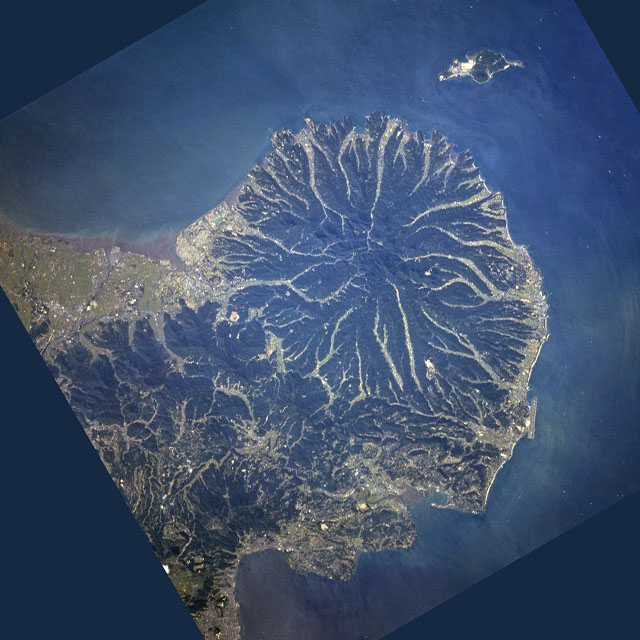
国東半島と姫島（右上） アメリカ航空宇宙局撮影（1994年）

国東半島の北約6km、瀬戸内海の西部、周防灘と伊予灘との境界に位置する。最高峰の矢筈岳（標高266.6m）を中央に、西に達磨山（標高105.0m）、東に焼野岳（標高132.0m）、東端に柱ケ岳（45.0m）等が連なり、南北が約4kmであるのに対して東西が約7kmと、東西に細長い島である。
矢筈岳と達磨山の間のくびれた平地部に、北浦、西浦、南浦、松原といった中心集落が形成されており、その南岸には姫島港が位置する。また、北岸にはクルマエビの大規模な養殖場がある。

## 地質
第四紀更新世前 - 中期の堆積岩類を基盤とし、約30 - 20万年前の大海、矢筈岳、金、稲積、城山、達磨山、浮洲の7つの火山（これらを総称して姫島火山群と呼ぶ）の噴火活動によって形成された島である。
島北東部の観音崎には、この噴火活動で形成された黒曜石が露出した断崖がある。黒曜石の露頭は日本では珍しく、「姫島の黒曜石産地」として2007年（平成19年）7月26日に国の天然記念物に指定されている。
また、西部のス鼻海岸で産出する藍鉄鉱、及び、東部の大海海岸で見られる地層褶曲が大分県の天然記念物に指定されている。

## 気候
瀬戸内海式気候に属し、年間を通じて温暖で、降水量が少ない。
- 年間平均気温 - 17.5℃
- 最高月平均気温 - 27.3℃
- 最低月平均気温 - 7.6℃
- 降水日数 - 126日
- 年間降水量 - 1,107mm[6]

## 生物
スナビキソウやフジバカマの群落があり、これらの植物を好むアサギマダラが渡りの途中で初夏と秋に姫島に立ち寄る。

## 交通

### 港湾
- 姫島港
  - 国東半島側対岸の国東港伊美地区（旧伊美港）との間に定期航路があり、姫島村営フェリーの姫島丸が1日12往復（冬季は11往復）就航している。所要時間は20分[8]。
  - 大分空港又はJR九州日豊本線宇佐駅から国東港伊美地区（旧伊美港）までは、いずれも車で40分。

### 道路
- 大分県道606号西浦姫島港線 - 西浦、姫島港を経て姫島を東西に横断する路線。
- 大分県道683号北浦姫島港線 - 北浦から姫島港まで、姫島の中心地区を南北に縦断する路線。

## 姫島を舞台・題材とした作品
- 目撃者 - 安部公房脚本のテレビドラマ。
- ふしぎな石と魚の島 - 椋鳩十著の児童文学。
- 姫島殺人事件 - 内田康夫著の推理小説。1997年に「浅見光彦シリーズ 別府・姫島殺人事件」として、2008年に「浅見光彦シリーズ 姫島殺人事件」としてドラマ化[9]。
- エビに賭ける・大分県姫島（日本列島を往く3・所収） - 鎌田慧著のルポルタージュ。
- 顔 - 阪本順治監督の映画。第24回日本アカデミー賞優秀作品賞受賞作品。